# Condado de Texas (Oklahoma)
O Condado de Texas é um dos 77 condados do estado americano do Oklahoma. A sede do condado é Guymon, que é também a sua maior cidade.
O condado tem uma área de 5306 km² (dos quais 30 km² estão cobertos por água), uma população de 20 107 habitantes, e uma densidade populacional de 3,8 hab/km² (segundo o censo nacional de 2000). Foi fundado em 1907 e situa-se no panhandle do Oklahoma.